# Rei Jimbo
Rei Jimbo (jap. 神保れい Jimbo Rei; ur. 9 lipca 1974 w Ōsaka-Sayama) – japońska pływaczka synchroniczna, dwukrotna medalistka olimpijska (Atlanta, Sydney), medalistka mistrzostw świata.
W 1996 wzięła udział w letnich igrzyskach olimpijskich w Atlancie, w ich trakcie pływaczka uczestniczyła w rywalizacji zespołów, razem z reprezentantkami swego kraju uzyskała rezultat 97,753 pkt dający brązowy medal. W 2000 uczestniczyła w letnich igrzyskach olimpijskich w Sydney, w ramach których uczestniczyła w rywalizacji drużyn i uzyskała wynik 98,86 pkt dający zawodniczce srebrny medal.
W latach 1994–1998 zdobywała medale mistrzostw świata, w Rzymie otrzymała brązowy medal w konkurencji drużyn a w Perth srebrny medal także w konkurencji drużyn.